# Senatsverwaltung für Kultur und Gesellschaftlichen Zusammenhalt
Die Berliner Senatsverwaltung für Kultur und Gesellschaftlichen Zusammenhalt (kurz: SenKultGZ) ist eine von zehn Fachverwaltungen des Berliner Senats im Range eines Landesministeriums und als solche Teil der Landesregierung sowie zuständige oberste Landesbehörde für Kultur- und Gesellschaftspolitik in der deutschen Hauptstadt.

## Geschichte
Die Senatsverwaltung für Kulturelle Angelegenheiten wurde 1977 gegründet und bestand in dieser Form zunächst fast 20 Jahre. Am 25. Januar 1996 wurde die Senatsverwaltung für Kulturelle Angelegenheiten in die Senatsverwaltung für Wissenschaft, Forschung und Kultur eingegliedert und 2006 schließlich in die Senatskanzlei integriert.
Zum 8. Dezember 2016 wurde die Kulturverwaltung als Senatsverwaltung für Kultur und Europa aus den bisherigen Geschäftsbereichen Kultur und Europaangelegenheiten der Senatskanzlei sowie dem Bereich Denkmalschutz der Senatsverwaltung für Stadtentwicklung neu gebildet. Zum 27. April 2023 wurde die Kulturverwaltung umgebildet: Die Zuständigkeit für Europa ging an die Senatskanzlei über, die Zuständigkeit für Engagement- und Demokratieförderung erhielt die Kulturverwaltung von der Senatskanzlei. Der Bereich Denkmalschutz wurde der Senatsverwaltung für Stadtentwicklung zugeordnet.
Derzeitige Kultursenatorin ist seit Mai 2025 Sarah Wedl-Wilson (parteilos). Sie wird durch Staatssekretär Oliver Friederici für den Bereich Bürgerschaftliches Engagement und durch Staatssekretärin Cerstin Richter-Kotowski für den Bereich Kultur unterstützt.

## Aufgaben und Organisation

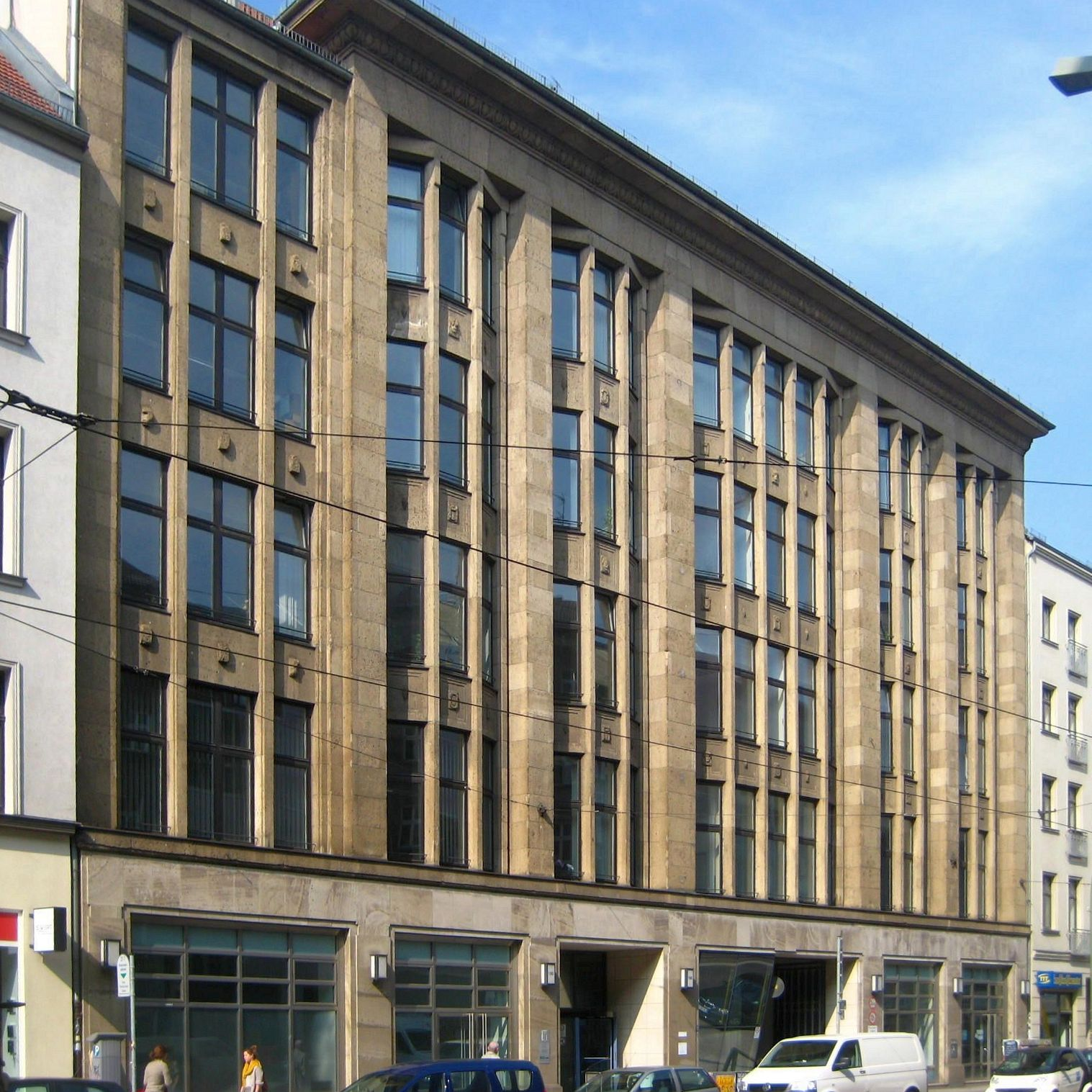
Senatsverwaltung für Kultur und Gesellschaftlichen Zusammenhalt in der Brunnenstraße

Mit der Bildung des Senates Wegner im Jahr 2023 gab die Senatsverwaltung die Zuständigkeit für Denkmalschutz an die Stadtentwicklungsverwaltung sowie Europa an die Senatskanzlei ab. Sie übernahm stattdessen die Zuständigkeit für Engagement- und Demokratieförderung.

### Abteilung I (Kultur)
Die von Christine Regus geleitete Abteilung Kultur untergliedert sich in folgende Referate:
- A: Förderung von Künstlerinnen, Künstlern, Projekten und Freien Gruppen
- B: Einrichtungsförderung für Bühnen, Orchester, Tanz, Literatur, Interdisziplinäre Einrichtungen
- C: Einrichtungsförderung für Gedenkstätten, Museen, Bildende Kunst
- D: Stadtkultur, Bibliotheken, Archive, Musik- und Jugendkunstschulen

Der Abteilungsleitung ist zudem die Stabsstelle Controlling und E-Government zugeordnet.
Die Senatsverwaltung fördert ca. 100 Einrichtungen dauerhaft. Der Kultur-Abteilung als Behördenteile nachgeordnet sind das Berliner Landesarchiv, das Brücke-Museum und die Stiftung Gedenkstätte Deutscher Widerstand. Fünf unselbstständige Landesbetriebe (sogenannte LHO-Betriebe) sind weiterhin Teil der Landesverwaltung, haben aber eine größere Flexibilität bei der Bewirtschaftung der ihnen zugewiesenen Haushaltsmittel (Konzerthaus, Deutsches Theater, Volksbühne, Maxim-Gorki-Theater, Theater an der Parkaue). Die Senatsverwaltung übt über sie die Rechts- und Fachaufsicht aus. Ebenfalls Teil der (mittelbaren) Landesverwaltung, aber rechtlich selbstständig sind die zwölf großen Landeskulturstiftungen (darunter die Stiftung Oper in Berlin, Stiftung Berliner Philharmoniker, Stiftung Zentral- und Landesbibliothek, Stiftung Deutsches Technikmuseum und Stiftung Stadtmuseum). Sie unterliegen der Rechtsaufsicht der Senatsverwaltung. Dem Geschäftsbereich der Senatsverwaltung sind schließlich fünf landeseigene Gesellschaften mit beschränkter Haftung zugeordnet (Friedrichstadt Palast GmbH, Hebbel am Ufer GmbH, Kulturprojekte Berlin GmbH, Musicboard Berlin GmbH, Kulturraum Berlin gGmbH). Für die Finanz- und Leistungsüberwachung der dauergeförderten Einrichtungen ist ein Beteiligungscontrolling bei der Senatsverwaltung eingerichtet (Fachverfahren Controlling institutioneller Zuwendungsempfänger, CiK). Die Gesellschafterfunktion nimmt die Senatsverwaltung für Finanzen im Rahmen der landesweiten Beteiligungsverwaltung wahr. 
Im Bereich der sogenannten freien Szene vergibt die Senatsverwaltung spartenbezogene sowie spartenübergreifende Projektmittel sowie Preise und Stipendien an in Berlin lebende Kunstschaffende. Die Vergabe erfolgt auf der Grundlage von Bewerbungen und dem Votum von unabhängigen Fachjurys. Das Antrags- und Zuwendungsverfahren erfolgt weitgehend digital (Fachverfahren eGovernment Künstlerförderung, eGoKüf). 
Mit der Kulturprojekte Berlin GmbH stauert die Senatsverwaltung eine landeseigene Gesellschaft, die u. a. im Auftrag des Landes Berlin kulturelle Großveranstaltungen wie die Berlin Art Week, Lange Nacht der Museen oder die Jubiläen zum Mauerfall eigenständig konzipiert und umsetzt. Aufsichtsratschef ist das für Kultur zuständige Senatsmitglied. In der landeseigenen Stiftung für Kulturelle Weiterbildung und Kulturberatung wurden seit Anfang 2019 sukzessive die maßgeblichen Initiativen zur Realisierung chancengleicher kultureller Teilhabe zusammengeführt, namentlich die Geschäftsbereiche Diversitätsentwicklung, Kulturelle Bildung (mit dem Berliner Projektfonds Kulturelle Bildung) und Teilhabeforschung. Seit 2022 ist die Stiftung auch Trägerin der Servicestelle Bezirkliche Musikschulen. Den Vorsitz im Stiftungsrat führt das für Kultur zuständige Senatsmitglied. In der Kulturraum Berlin gGmbH, einer Tochtergesellschaft der Stiftung für Kulturelle Weiterbildung und Kulturberatung, haben Senat und Abgeordnetenhaus von Berlin am Ende der 18. Wahlperiode (2016–2021) wichtige Infrastrukturthemen gebündelt. Dazu gehört neben weiteren Raumthemen (wie die die Konzeption eines Kulturkatasters für Berlin) v. a. die operative Verantwortung für das landeseigene Arbeitsraumprogramm, das über ein Generalmietermodell Kunstproduktionsorte für Kunstschaffende bereitstellt. Den Vorsitz im Aufsichtsrat führt das für Kultur zuständige Senatsmitglied.

### Abteilung II (Gesellschaftlicher Zusammenhalt)
In der von Grit Großkurth geleiteten Abteilung II sind der Beauftragte für Kirchen, Religions- und Weltanschauungsgemeinschaften sowie das Referat Engagement- und Demokratieförderung zusammengefasst.
Das Referat Engagement- und Demokratieförderung hat die Aufgabe, die Rahmenbedingungen für Engagement und gelebte Demokratie zu verbessern. Es stärkt die gesamtstädtische Infrastruktur für Engagement- und Demokratieförderung, setzt zentrale, themenübergreifende oder modellhafte Formate um bzw. fördert diese und koordiniert die gesamtstädtische Planung entsprechender Maßnahmen aller Hauptverwaltungen und Bezirke.

### Abteilung ZS (Zentrale Services)
Die von Helge Rehders geleitete Abteilung Zentrale Services vereint die Querschnittsbereiche des Ressorts und untergliedert sich in fünf Referate: 
- ZS A: Finanzen und Prüfdienst
- ZS B: Personal und Innere Dienste
- ZS C: Informations- und Kommunikationsmanagement
- ZS D: Rechts- und Gremienangelegenheiten
- ZS E: Bau und Liegenschaften

Dem Bereich ZSD ist zudem die Verbindungsstelle des Ressorts zugeordnet.